# 島森路子
島森 路子（しまもり みちこ、1947年1月17日 - 2013年4月23日）は、日本の広告評論家・エッセイスト・編集者。月刊誌『広告批評』の2代目編集長・発行人を務めた。

## 人物・来歴
秋田県横手市出身。秋田県立横手高等学校を経て、1969年に立教大学社会学部を卒業。講談社に入社し、児童図書（子ども向け百科事典や絵本）などの編集に関わった。
1971年、天野祐吉のマドラ・プロダクションに移る。『キャッチフレーズ3000選』『今日の広告』の編集に携わりながら、広告評論活動も開始した。1979年、天野と共に『広告批評』を創刊。副編集長・メインインタビュアーを経て、1988年に天野から編集長を引き継いだ。
1990年にはフジテレビ「FNN NEWSCOM」のキャスターを務めたほか、TBSテレビ「ブロードキャスター」などでコメンテーターとしても活動した。
2013年4月23日午前1時30分、呼吸不全のため死去。66歳没。天野祐吉によると、5年ほど前から闘病していたということで、それは『広告批評』休刊（2009年）の大きな理由でもあり「彼女なしでは成立しない雑誌だった」とのコメントを寄せた。

## 主な出演番組
| 期間          | 期間          | 番組名                  | 役職           | 担当日     |
| ------------- | ------------- | ----------------------- | -------------- | ---------- |
| 1990年4月12日 | 1990年9月28日 | FNN NEWSCOM(フジテレビ) | キャスター     | 木・金曜日 |
| 1991年4月13日 | 2008年9月20日 | ブロードキャスター(TBS) | コメンテーター | 土曜日     |

## 著書
- 1984 『広告のなかの女たち』 （大和書房）　ISBN 447950012X
- 1984 『コピーライターの冒険』 ※編著 （筑摩書房・ちくまブックス）　ISBN 4480050558
- 1987 『コマーシャルをかんがえる あるCMディレクターの仕事』 （岩崎書店）　ISBN 4265014178
- 1989 『わがまま主義 女の時代の真ん中で』 （PHP研究所）　ISBN 4569525709
- 1994 『夜中の赤鉛筆』 （新書館）　ISBN 4403220371
- 1994 『仲よく貧しく美しく』 ※橋本治との対談 （マドラ出版）　ISBN 4944079028
- 1996 『銀座物語 福原義春と資生堂文化』 （毎日新聞社）　ISBN 4620311170
- 1998 『広告のヒロインたち』 （岩波新書）　ISBN 4004305942
- 2010 『ことばを尋ねて 島森路子インタビュー集 1』 （天野祐吉作業室）　ISBN 4905016002
- 2010 『ことばに出会う 島森路子インタビュー集 2』 （天野祐吉作業室）　ISBN 4905016010

## 関連人物
- 天野祐吉